# Boeing Model 40
Boeing Model 40 — американский одномоторный почтовый самолёт, первый самолёт компании Boeing, предназначенный для перевозки пассажиров.

## История
В 1925 году почтовая служба США объявила конкурс на создание замены самолёта Airco DH.4, который перевозил почту с 1918 года. Среди недостатков устаревшего DH 4 отмечалась высокая аварийность и невысокая скорость.
Поскольку двигатель Liberty L-12, использовавшийся ранее на DH 4, был самым мощным в середине 1920-х, то правительство потребовало оснащать новый почтовый самолёт именно им. Кроме того, правительство хотело избавиться от запасов, оставшихся после Первой мировой войны.
Первый прототип с двигателем «Либерти» имел необычную конструкцию. Каркасы передней и средней частей фюзеляжа и законцовки были сделаны из стальных труб. Левая и правая половины верхнего крыла были разного размера и стыковались левее оси симметрии.
Впервые самолёт поднялся в воздух 7 июля 1925 года. На конкурсе Model 40 значительно уступил победившей разработке компании Douglas. После неудачи Boeing забросил проект до начала 1927 года.
Конструктор Клэрмонт Эгтведт взялся за переработку проекта. На новый самолёт был установлен двигатель Pratt & Whitney R-1340. Это позволило увеличить вместимость грузового отсека до 540 кг и разместить между почтовым отсеком и кабиной пилотов пассажирский салон на 2 места. Новый вариант получил обозначение Model 40A. Первый полёт был совершён 20 мая 1927 года.
Model 40A оказался дешевле в эксплуатации, чем другие транспортные самолёты конца 1920-х. В связи с этим новая авиакомпания «Боинг Эйр Транспорт Инк.» получила контракт на перевозку грузов по трассе Сан-Франциско — Чикаго. Всего было выпущено 25 экземпляров.
На один из 25 экземпляров был установлен двигатель P&W R-1690. Самолёт был переоборудован в учебный. Кабина пилотов была переоборудована под двойное управление, а пассажирский салон был переделан под кабину инструктора. Экземпляр получил обозначение Model 40B.

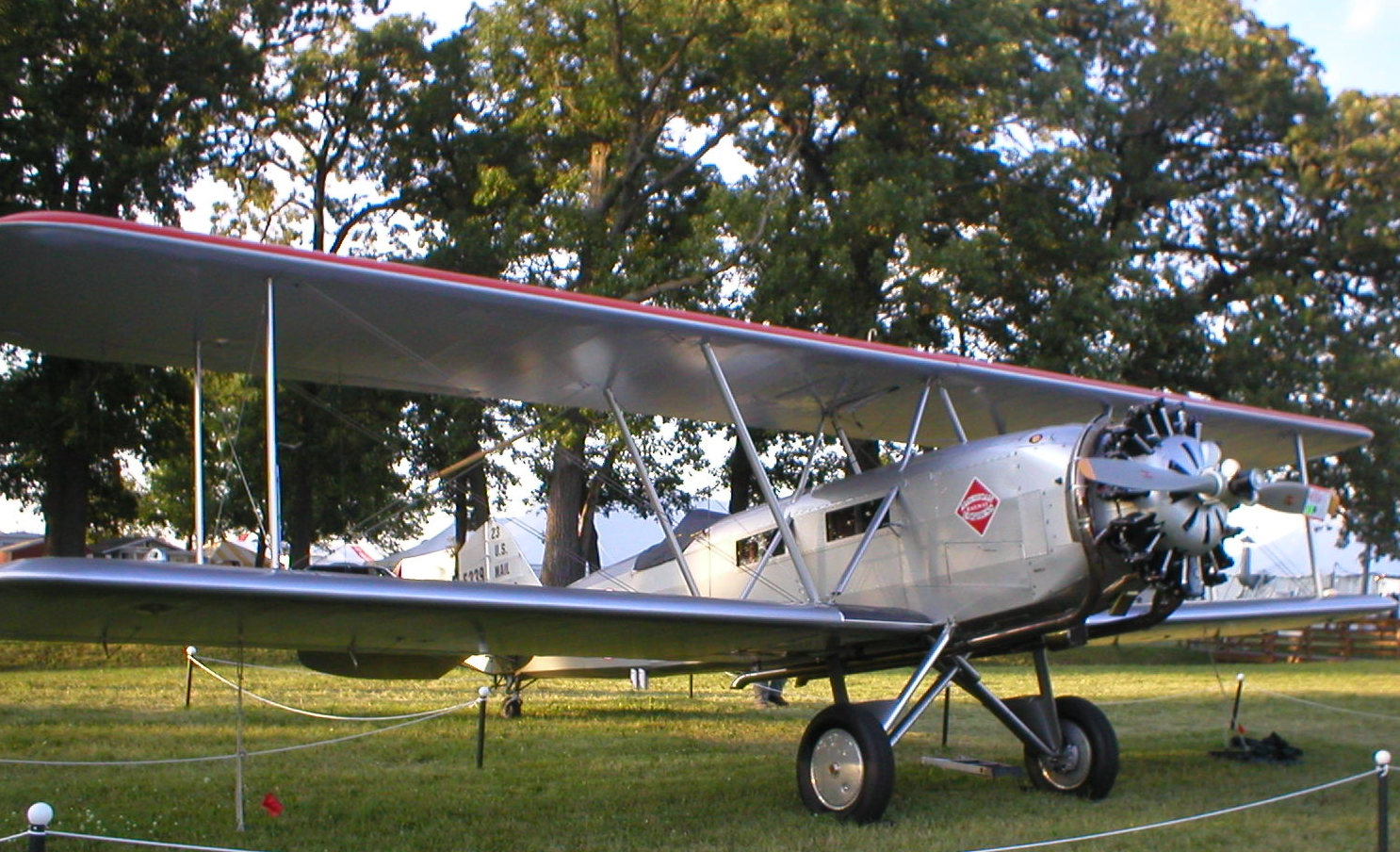
Boeing Model 40C

26 августа 1928 года состоялся первый полёт модели 40C. Это был усовершенствованный вариант Model 40A, рассчитанный на 4 пассажиров. Было построено 10 экземпляров 40C, 9 из которых были переданы компании Pacific Air Transport
5 октября 1928 года в воздух поднялась модель 40В-4, способная перевозить четырёх пассажиров. Она отличалась от 40C моделью двигателя. Один экземпляр был поставлен компании Pratt & Whitney для испытания новых двигателей. Всего было построено 38 Model 40C.
Model 40X и Model 40Y были сделаны в единственном экземпляре для нефтяных компаний Associated Oil Company и Standard Oil Company of California соответственно.
На данный момент сохранилось только 2 экземпляра. Один хранится в музее The Henry Ford, а второй — в музее науки и промышленности в Чикаго.

## Эксплуатация
Самолёт начал эксплуатироваться с 1 июля 1927 года. Его эксплуатантами были:
- Boeing Air Transport Corp.
- Pacific Air Transport
- Polar Aire
- Universal Air Lines
- Varney Air Lines
- United Airlines
- Western Air Express
- ВВС Гондураса
- ВВС Перу
- Частные собственники

## Лётно-технические характеристики (Model 40A)
|                            |                             |
| Параметр                   | Показатель                  |
| Длина, м                   | 10.11                       |
| Размах крыла, м            | 13.46                       |
| Высота самолёта, м         | 3.73                        |
| Площадь крыла, м²          | 50.82                       |
| Двигатель                  | Pratt & Whitney R-1340 Wasp |
| Тяга                       | 420 л.с.                    |
| Макс. скорость, км/ч       | 206                         |
| Крейсерская скорость, км/ч | 169                         |
| Дальность полёта, км       | 1046                        |
| Максимальная высота, м     | 4420                        |
| Вес пустого, кг            | 1600                        |
| Макс. взлётный вес, кг     | 2722                        |